# زهانج وينزهاو
زهانج وينزهاو (بالصينية: 张文钊) (28 مايو 1987 بآنشان في الصين - ) هو لاعب كرة قدم صيني في مركز الوسط. شارك مع منتخب الصين لكرة القدم. أما مع النوادي، فقد لعب مع شاندونغ لونينغ ونادي تشانغتشون ياتاي.

## وصلات خارجية
- زهانج وينزهاو على موقع قاعدة بيانات كرة القدم.إي يو (الإنجليزية)
- زهانج وينزهاو على موقع ناشيونال فوتبول تيمز (الإنجليزية)
- زهانج وينزهاو على موقع Soccerway.com (الإنجليزية)